# Nicolaus à Kempis
Nicolaus à Kempis, Nicolaus a Kempis oder Nicolaes a Kempis (* um 1600; † 11. August 1676 in Brüssel) war ein flämischer Organist und Komponist, der in der Mitte des 17. Jahrhunderts in Brüssel tätig war. Er ist dafür bekannt, dass er die neuesten Innovationen aus Italien in die flämische polyphone Musik einführte.

## Leben
A Kempis’ Geburtsort ist unbekannt, der deutsch-amerikanische Musikwissenschaftler Willi Apel vermutete Florenz als Geburtsort. Aktuelle Nachforschungen erwägen die Möglichkeit, dass a Kempis niemals in Italien war und er durch die als Folge der Religionskriege verursachten Wanderungen von anderen Musikern erst in Kontakt mit der damals neuen italienischen Violinmusik kam.
Die ersten brauchbaren biografischen Daten erwähnen seine Einstellung 1626 als Organist der Kathedrale St. Michael und St. Gudula in Brüssel, als Nachfolger von Anthoen van den Kerckhoven. Zwischen 1644 und 1649 veröffentlichte er bei Pierre Phalèse in Antwerpen mehrere Sammlungen mit insgesamt 96 Instrumentalwerken und acht Motetten. Hiermit gehört a Kempis zu den Komponisten, die die meisten Sonaten in der ersten Hälfte des 17. Jahrhunderts veröffentlichten. Die Instrumentalwerke umfassen sowohl Solowerke für Violine und Basso continuo als auch Triosonaten bis hin zu sechsstimmigen Werken. Sein Stil ist deutlich von italienischer Prägung. Violintechnisch sind viele seiner als Symphonia bezeichneten Sonaten bedeutsame Werke im Stil eines Salamone Rossi, Marco Uccellini oder Biagio Marini, der 1626 in Brüssel weilte. Sie bilden daher wichtige Beispiele der frühbarocken italienischen Violinmusik.
Der Sohn Joannes Florentinus a Kempis (1635 bis nach 1711) folgte dem Vater 1670 als Organist der Brüsseler Kathedrale.

## Werke
- Symphoniæ unius, duorum, trium violinorum. Authore Nicolao à Kempis, … Antwerpiæ, Apud Heredes Petri Phalesij ad insigne Davidis Regis, 1644.
- Symphoniæ unius, duorum, trium, IV. et V. instrumentorum adjunctæ quatuor 3. instrumentorum & duarum vocum. Auctore Nicolao à Kempis, … Operis secundi liber primus. … Antwerpiæ, Apud Magdalenam Phalesia ad insigne Davidis Regis, 1647.
- Symphoniæ unius, duorum, trium, IV. et V. instrumentorum adjunctæ quatuor 3. instrumentorum & duarum vocum. Auctore Nicolao à Kempis, … Opus tertium et ultimum. … Antwerpiæ, Apud Magdalenam Phalesia ad insigne Davidis Regis, 1649.
- Symphoniæ unius, duorum, trium, IV. V. et VI. instrumentorum. Auctore Nicolao à Kempis, … Opus quartum. … Antwerpiæ, Apud Magdalenam Phalesia ad insigne Davidis Regis, 1649. (Bis auf eine Gambenstimme verschollen.)
- Ein fünftes Opus mit Messen und Motetten ist verschollen.